# Abel Tasman
Abel Janszoon Tasman (Nederlandsk: [ˈɑbəl ˈjɑnsoːn ˈtɑsmɑn], født 1603 i Lutjegast, død 1659 i Batavia (nu Jakarta) på Java) var en nederlandsk søfarer og opdagelsesrejsende. Han er bedst kendt for sine rejser i 1642 og 1644 i tjeneste hos VOC (Nederlandske Ostindiske Kompagni). Han var den første europæer, der besøgte Tasmanien og New Zealand. Han kortlagde også store dele af Australien.

## Tasmans tidlige liv
Abel Jans Tasman blev født 1603 i Lutjegast, en lille by i provinsen Groningen i den nordlige del af Nederlandene. Den ældste kilde, der omtaler ham, er fra 27. december 1631, da han som sømand bosiddende i Amsterdam, som 28-årig blev forlovet med den 21-årige Jannetje Tjaers  fra byens Jordaan-distrikt. I 1633 sejlede han fra Texel til Batavia i tjeneste hos det Nederlandske Ostindiske Kompagni ad den sydlige Brouwers rute. Tasman deltog i en tur til øen Seram. De lokale havde solgt krydderier til andre europæere end nederlænderne. Han var tæt på at miste livet, da flere blev dræbt af lokale , da man gik i land på Seram. I august 1637 var han tilbage i Amsterdam og det efterfølgende år skrev han under på en ny 10-års kontrakt og tog sin kone med til Batavia. I 1639 var han næstkommanderende på en ekspedition til det nordlige Stillehav ledet af Matthijs Quast. Flåden bestod blandt andre af skibene Engel og Gracht og nåede Fort Zeelandia (Nederlandsk Formosa) og Deshima (nederlandsk handelsstation i Japan).

## Første ekspedition
I august 1642 besluttede Raad van Indië (det Indiske Råd), som var det styrende organ i Nederlandsk Ostindien og bestod af Antonie van Diemen, Cornelis van der Lijn, Joan Maetsuycker, Justus Schouten, Salomon Sweers, Cornelis Witsen og Pieter Boreel, at sende Tasman og Franchoijs Visscher på en ekspedition, hvor et af målene var at finde Beach og Terra Australis. Ekspeditionen fik de to små skibe Heemskerck og Zeehaen.

### Beach og Terra Australis
Beach figurerede sammen med Locach på flere af tidens kort, som f.eks. Abraham Ortelius' fra 1570 og Jan Huygen van Linschotens fra 1596, som den nordligste del af det sagnomspundne sydkontinent Terra Australis. Ifølge Marco Polo, var Locach et kongerige, hvor der var så meget guld, at man skulle se det, før man troede det. Derfor planlagde Tasman og Visscher, der var geograf, at søge efter Beach syd for Salomonøerne et sted mellem Staten Land nær Kap Horn og Kap det Gode Håb.
Dirk Hartogs landgang i oktober 1616 på vestkysten af et land, han kaldte Eendrachtsland, mente man bekræftede kortenes rigtighed.

### Mauritius
Efter Visschers råd sejlede de fra Batavia 14. august 1642 og ankom til Mauritius 5. september 1642. Her var der mulighed for at proviantere og træ til at reparere skibene. Tasman fik hjælp fra guvernør Adriaan van der Stel. På grund af vindforholdene blev Mauritius valgt som vendepunkt. Efter fire ugers ophold sejlede begge skibe ud 8. oktober og udnyttede de brølende fyrrere til at sejle mod øst så hurtigt som muligt (ingen havde sejlet så langt siden Pieter Nuyts i 1626/27).  7. november var sne og hagl medvirkende til at de valgte en mere nordøstlig kurs, som skulle føre dem til Salomonøerne.

### Tasmanien
24. november 1642 nåede Abel Tasman vestkysten af Tasmanien nord for Macquarie Harbour. Han kaldte sin opdagelse Van Diemens Land efter Antonio van Diemen,  general-guvernør i Nederlandsk Ostindien. Han fortsatte syd om Tasmanien og derefter mod nord på østkysten. Tasman prøvede at få sine to skibe ind i Adventure Bay på østkysten af South Bruny Island, men han blev blæst ud på havet af en storm. Han gav derfor området navnet Storm Bay. To dage senere ankrede Tasman op nord for Cape Frederick Hendrick umiddelbart nord for Forestier Peninsula. Tasman gik derefter i land i bugten Blackman Bay – en del af den større Marion Bay. Den næste dag prøvede man at gå i land i North Bay. Bølgerne var dog for voldsomme, og i stedet svømmede skibstømreren ind til land og plantede det nederlandske flag. Tasman gjorde formelt krav på landet 3. december 1642.

### New Zealand
Efter nogen udforskning var det Tasmans hensigt at fortsætte i nordlig retning, men vinden var ugunstig og i stedet sejlede han mod øst. Tasman havde en særdeles hård rejse fra Tasmanien til New Zealand. I sin dagbog takker Tasman for sit kompas og hævder, at det reddede deres liv. De så land 13. december 1642 ved nordvestkysten af Sydøen og var hermed de første europæere, der nåede til New Zealand. Tasman navngav det Staten Landt, idet han fejlagtigt antog, at det var forbundet med øen  Staten Island ved sydspidsen af Sydamerika. Han sejlede videre mod nord og derefter øst. Fem dage senere ankrede han op omkring 7 km fra kysten. Han sendte både ind for at hente vand, men en af bådene blev angrebet af Māori i en dobbeltskroget waka (kano) og fire af hans mænd blev dræbt.
 "Om aftenen en time efter solnedgang så vi mange lys på land og fire fartøjer nær kysten, hvoraf de to sejlede mod os. Vores to både kom tilbage til skibene og meldte, at der havde været ikke mindre end 13 favne vand og da solen gik ned (den gik ned bag højlandet), var de stadig omkring en halv mil fra kysten. Efter at vores folk havde været ombord i omkring et halvt glas, begyndte folk i de to kanoer at råbe fjendtligt til os. Vi forstod ikke det mindste, men da de havde råbt af os flere gange, råbte vi alligevel tilbage, som en slags svar. De kom ikke nærmere end et stenkast. De blæste også mange gange i et instrument, som lød som maurernes trompeter. vi fik en af vores mænd (som kunne spille lidt trompet) til at spille lidt som svar."

Da Tasman sejlede ud af bugten observerede han 22 wakaer nær kysten, hvoraf  elleve fyldt med folk  sejlede mod dem. Wakaerne nærmede sig Zeehaen, hvorfra man skød og ramte en mand, der holdt et lille hvidt flag, i den største waka. Man ramte også siden af en waka med et kardæskskud.
Arkæologiske undersøgelser har vist, at hollænderne prøvede at gå i land i et større landbrugsområde, som maorierne kan have ønsket at forsvare. Tasman gav bugten navnet Murderers' Bay (i dag kendt som Golden Bay) og sejlede videre mod nord. Han opdagede ikke Cookstrædet mellem Nordøen og Sydøen, men troede det var en bugt, som han gav navnet Zeehaen's Bight. To steder han navngav i New Zealand har bevaret deres navne, Cape Maria van Diemen og Three Kings Islands, mens Kaap Pieter Boreels blev omdøbt af Cook 125 år senere til Cape Egmont.

### Returrejse
På vej tilbage til Batavia, sejlede Tasman igennem Tonga-arkipelaget 20. januar 1643. Ved Fiji var Tasmans skibe tæt på at blive slået tiil vrag på de farlige rev i den nordøstlige del af Fiji. Han kortlagde østspidsen af Vanua Levu og Cikobia før han sejlede videre. Til sidst drejede han mod nordvest til New Guinea og ankom til Batavia 15. juni 1643.

## Anden ekspedition
Tasman sejlede ud fra Batavia 30. januar 1644 på sin anden rejse med tre skibe (Limmen, Zeemeeuw og hjælpeskibet Braek). Han fulgte Ny Guineas sydkyst mod øst i et forsøg på at finde en passage til østkysten af New Holland. Han overså dog Torresstrædet mellem Ny Guinea og Australien, formentligt på grund af de mange rev og øer, som skjulte mulige ruter, og fortsatte sin rejse langs kysten i Gulf of Carpentaria mod vest langs Australiens kyst, Han kortlagde nordkysten af Australien og gjorde observationer om landet og dets indbyggere. Han vendte tilbage til Batavia i august 1644.
Set fra Nederlandske Ostindiske Kompagnis synspunkt var Tasmans ekspeditioner en skuffelse: han havde ikke fundet nogle nye handelsmuligheder eller nogen brugbare sejlruter. Kompagniet var utilfreds med at Tasman ikke havde udforsket de lande han fandt bedre og besluttede at en mere vedholdende leder skulle findes til fremtidige ekspeditioner.  I mere end ét århundrede indtil James Cooks tid, blev hverken Tasmanien eller New Zealand besøgt af europæere. Det australske fastland fik besøg, men for det meste af skibe som var slået ud af kurs.

## Senere liv
2. november 1644 blev Abel Tasman udnævnt til medlem af retsrådet i Batavia. Han rejste til Sumatra i 1646 og i august 1647 til Siam (nu Thailand) med breve fra kompagniet til kongen. I maj 1648 var han ansvarlig for en ekspedition, der blev sendt til Manila for at prøve at opbringe nogle af de spanske skibe lastet med sølv, som kom fra Amerika. Han havde ikke heldet med sig og vendte tilbage til Batavia i januar 1649. I november 1649 blev han anklaget for og fundet skyldig i at have hængt en af sine mænd uden retssag det foregående år. Han blev suspenderet fra sin position som kommandør, måtte betale en bøde og erstatning til sømandens slætninge. 5. januar 1651 fik han sin position tilbage og han tilbragte sine resterende år i Batavia. Han var ganske velhavende og en af de største godsejere i byen. Han døde i Batavia 10. oktober 1659. Han ejendele blev delt mellem hans kone og hans datter af første ægteskab. I hans testamente (dateret 1657) efterlod han 25 gylden til de fattige i sin fødeby Lutjegast.
Tasmans geograf, Frans Visscher udgav allerede tidligt en beretning om den første ekspedition, men Tasmans detaljerede journal blev først udgivet i 1898, men mange af hans kort var kendte, heriblandt det såkaldte Tasmanske kort, og blev brugt af senere opdagelsesrejsende.

## Eftermæle
Flere steder er opkaldt efter Tasman:
- den australske ø og delstat Tasmanien er opkaldt efter Tasman. Det oprindelige navn Van Diemen's land blev i 1855 ændret til Tasmanien. Steder i Tasmanien opkaldt efter Tasman:
  - Tasman Peninsula
  - Tasman Bridge
  - Tasman Highway
- Tasmanske Hav
- i New Zealand:
  - Tasman Glacier
  - Tasman Lake
  - Tasman River
  - Mount Tasman
  - Abel Tasman National Park
  - Tasman Bay
  - Tasman District

Hans portræt har været på 4 New Zealand frimærker, en 5 NZD mønt fra 1992 og et australsk frimærke fra 1985.

## Galleri
- Tongatapu-bugten med de to skibe, tegning af Isaack Gilsemans
- Murderers' Bay, tegning af Isaack Gilsemans[21]
- Māori haka